# Урартийски език
Урартийският език граматически и лексикално е сходен с хуритския, както и с езиците от северен Кавказ. До нас са достигнали едва 400 – 500 думи от този език, защото откритите текстове са доста еднообразни – доклади за военни походи, разкази за извършени строежи, по-рядко – култови писания. Едва няколко запазени паметника представляват писма, списъци или заповеди. Урартийският език е писмен, тъй като възприема клинописа от Асирия, но тук тази писмена система е опростена. Той е традиционен говорим език в държавата и има два диалекта.